# Főposta (Budafok)
A budafoki Főposta épülete a Városház téren áll, a térnek a budafoki városházával átlósan átellenes oldalán. Megépítése óta eredeti funkciójához híven postahivatalként funkcionál. Fő homlokzata a térre néz.

## Története
Az épületet egy fatelep helyére építették 1929–1931-ben a korban számos postaépületet tervező, vagy azok kialakításában valamilyen mértékben közreműködő Tichtl György tervei alapján, aki maga is a Magyar Posta alkalmazásában állt.

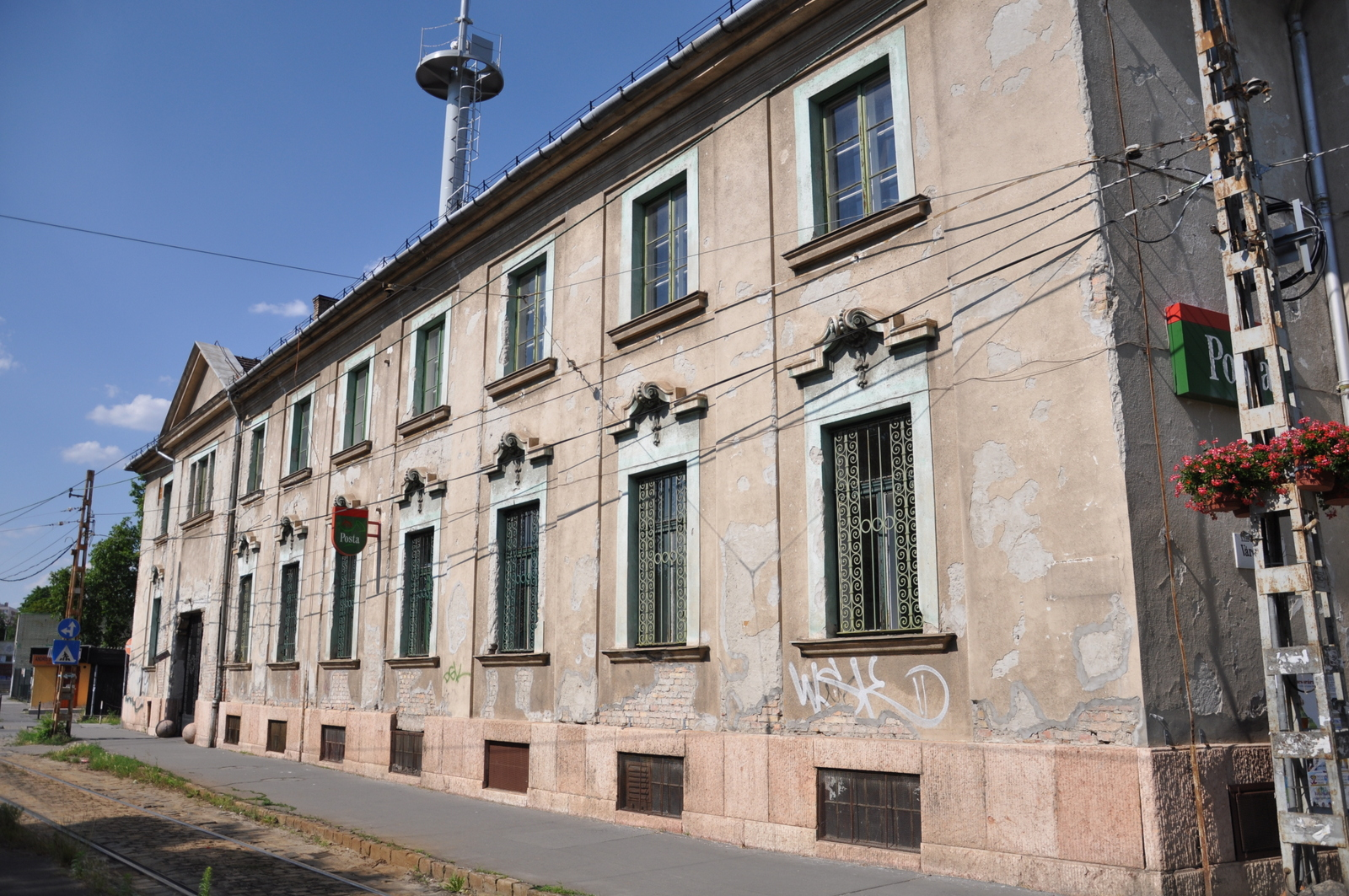
A főút felőli homlokzat

Az önkormányzat előírása nyomán az épületnek a budafoki városházával harmonizálnia kellett kialakításában.
Elkészülte óta eredeti rendeltetésének megfelelően postának használják, s mint ilyen, jelenleg a Magyar Posta Zrt. XXII. kerületi főpostája, azaz postaközpontja, ahonnét a kerület többi postáját koordinálják, illetve ahonnét szétosztják a küldeményeket, amiket aztán az adott alposta kézbesít.
A fő homlokzatot az egy emeletnyi magasságú ión oszlopok uralják, amik a talapzat vonalától futnak az emeleti ablakok tetejéig. Az oszlopok a homlokzat síkjában vannak, abból nem lógnak ki, míg az általuk határolt homlokzatrész az oszlopok síkja mögött fut.
Az épület helyi védelem alatt áll, külső állapota ennek ellenére lehangoló, felújításra szorul.